# GURPS
Generic Universal RolePlaying System (Generisk Universelt RolleSpils System), bedre kendt under akronymet GURPS, er et regelsystem til bordrollespil. Systemet blev skabt af Steve Jackson Games i 1986 og fjerde udgave af grundreglerne blev udgivet i August 2004. GURPS systemet og dets udvidelser har vundet priser inden for spilverdenen.
Navnets elementer betyder følgende.
- Generisk – de regler, man har brug for, kan til- og fravælges.
- Universelt – reglerne kan bruges til ethvert spilunivers: fantasy, science-fiction, horror, den moderne verden, osv..
- System – GURPS bruger i modsætning til de fleste rollespilsystemer de samme betegnelser og regler til alle dets undersystemer, og er dermed styret af ensformede logikker. Selv om GURPS ikke er en åben standard, så er det stadig et af de mest udbredte systemer til bordrollespil.

## Trivia
- GURPS' designer, Steve Jackson, var æresgæst på den århusianske spilfestival, Fastaval i 2000.